# Jean-Pierre Cluysenaar
Pour les articles homonymes, voir Cluysenaar.
Jean-Pierre Cluysenaar, né le 28 mars 1811 à Kampen (Overijsel) aux Pays-Bas, et mort le 16 février 1880 à Saint-Gilles Bruxelles (Belgique), est un architecte belge figure de proue de l’éclectisme.

## Éléments biographiques
Issu d’une famille de bâtisseurs et d'ingénieurs du Tyrol, les Klausener[réf. nécessaire], Jean-Pierre Cluysenaar est le fils de Joannes Cluysenaar ou Kluysenaar ou encore Kluisenaar, menuisier à  Kampen, en Overijssel.
Son père était venu s'établir, à l'époque du royaume uni des Pays-Bas, dans les Pays-Bas méridionaux qui deviendront la Belgique en 1830, et cela d'abord à Gosselies, d'après des biographes, puis dans la région bruxelloise.    
Jean-Pierre Cluysenaar n'a fréquenté l’école que jusqu’à l’âge de seize ans. Il a ensuite été au service et l'apprenti d'un tailleur de pierre. Le soir, il se perfectionnait en dessin d’art et suivait les cours de l’Académie royale des beaux-arts de Bruxelles dans la classe de Tilman-François Suys qui lui donne le goût de la Renaissance italienne. Ses professeurs furent également Jean-Alexandre Werry et Pierre Tasson.
Son fils Alfred Cluysenaar est un peintre réputé, et sa fille, qui sera l'épouse de l'architecte Gustave Saintenoy, est la mère de Paul Saintenoy.

## Démarche architecturale
Figure de proue de l’éclectisme, Jean-Pierre Cluysenaar s’est inspiré de tous les styles architecturaux.  Sans en faire un jeu formel, il choisit toujours le style le mieux adapté au programme qui lui est imposé.  Sa production ne couvre pas moins de 200 projets qui balayent tous les domaines, de la cité ouvrière aux grands palais en passant par les aménagements urbains dont très peu seront toutefois réalisés. Il n’hésite pas à recourir aux techniques industrielles qu’offre l’industrie métallurgique en créant de vastes surfaces vitrées soutenues par des charpentes de fer.

## Réalisations

### Châteaux et hôtels particuliers

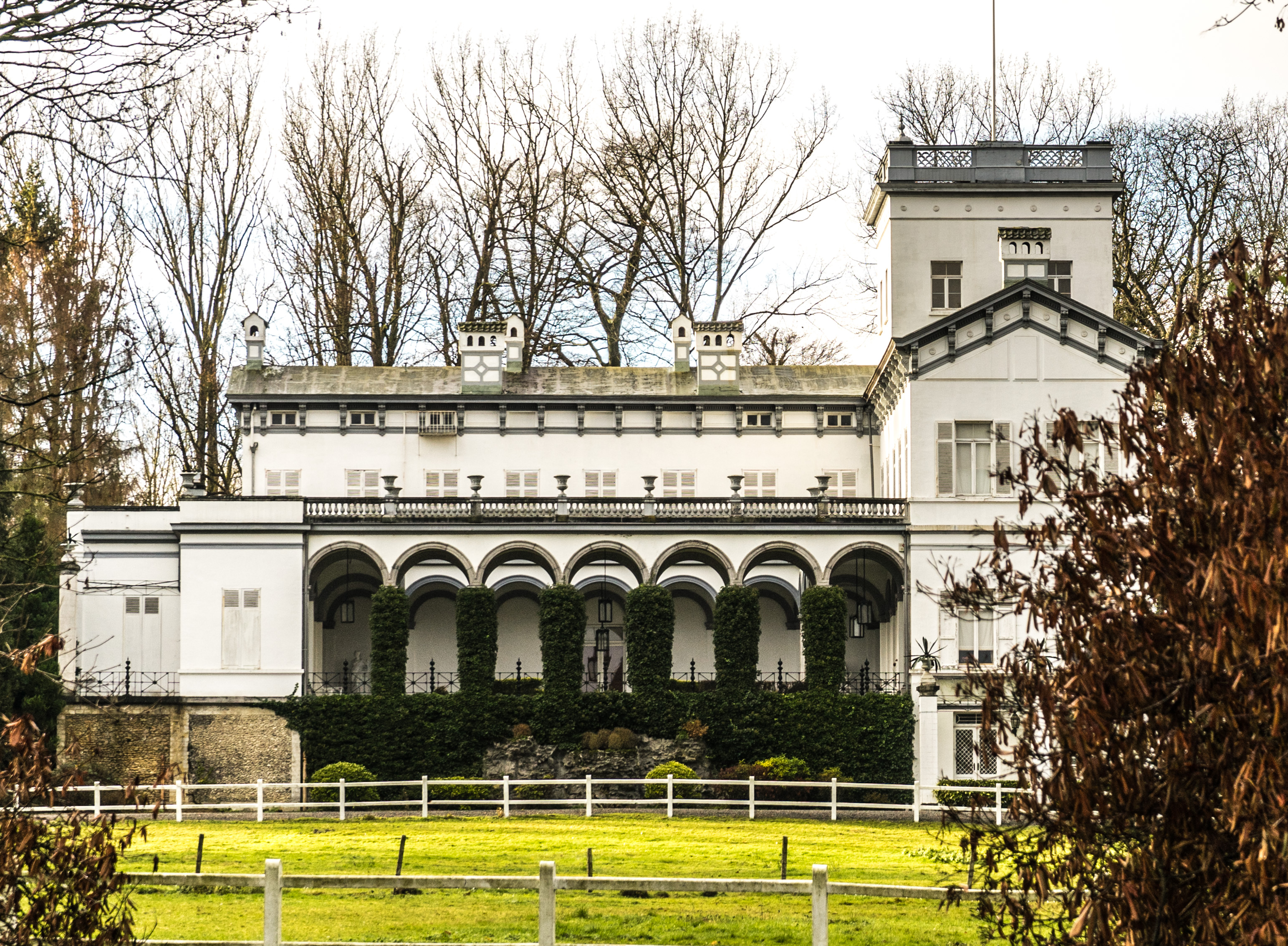
Château Rey, appelé actuellement château Calmeyn, à Drogenbos œuvre de Jean-Pierre Cluysenaar, 1852-1853.

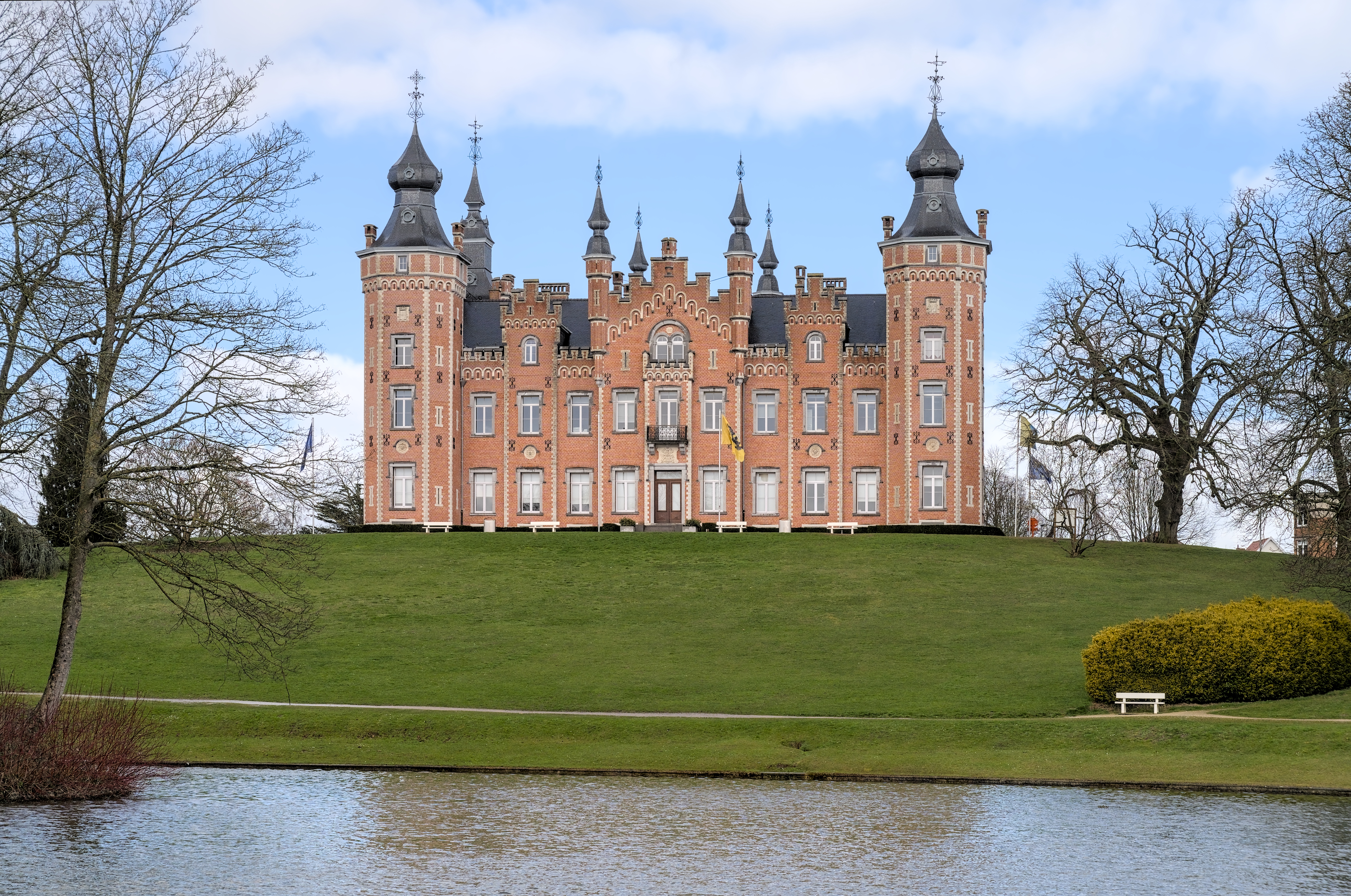
Château de Viron, actuelle maison communale de Dilbeek

- Villa La Chaînée[1] à Kortenberg, en style Renaissance italienne, construite en 1841 pour le négociant en vins Henri-Joseph Verheyden, né en 1774.
- Hôtel du baron Brugmann, rue d’Arenberg, Bruxelles (1844)
- Hôtel Nagelmackers, Liège (1846)
- Château du procureur-général Charles-Victor de Bavay, Forest (1851) (démoli)
- Château Rey, appelé actuellement Château Calmeyn à Drogenbos (1852-1853)
- Hôtel Cerfontaine, place Saint-Lambert, 11, Liège (1853), devenu le siège du Cercle catholique "Concordia" en 1866 ; racheté par le Grand Bazar en 1899.
- Château du comte Ferdinand de Meeûs ou Château d'Argenteuil, sous Ohain avec actuelle adresse postale sous  Waterloo (1856-1858) (aujourd'hui Scandinavian School).
- Hôtels de Meeûs[2] square Frère-Orban, Bruxelles (1861)
- Château, écuries et remises du baron de Viron, actuelle maison communale de Dilbeek (1862)
- Château de Vieux-Sart, Corroy-le-Grand (1864)
- Château Allard à Uccle (démoli)
- Villa Servais à Halle qui a été restaurée.

### Architecture publique
- Kiosque du parc de Bruxelles (1841)
- Galeries royales Saint-Hubert, Bruxelles (1845-1847)
- Salle de concert, Aix-la-Chapelle (1846)
- Panorama de la rue Royale autour de la colonne du Congrès, Bruxelles, 1847
- Marché de la Madeleine, Bruxelles (1847), dont il reste la façade, aujourd'hui façade la salle de concert La Madeleine
- Galerie Bortier, rue de la Madeleine à Bruxelles (1848)
- 1855 : Marché du Parc (anciens bas-fonds), qui s'écroula, ce qui entraîna un procès avec la Ville de Bruxelles[3].
- Gares de la Compagnie du chemin de fer de Dendre-et-Waes et de Bruxelles vers Gand par Alost (chacune de ces gares était unique) : 
  - Schellebelle (remplacée par une nouvelle gare en 1910[4] et démolie en 1996),
  - Lede (démolie)[5],
  - Alost (1856),
  - Denderleeuw (reconvertie en bureau de poste après la construction d’une gare plus grande et détruite en 14-18),
  - Zandbergen (1860),
  - Grammont (détruite en 1940),
  - Deux-Acren[6] (démolie),
  - Lessines,
  - Papignies (démolie),
  - Rebaix (démolie),
  - Zele[7] (démolie),
  - Termonde-Waas (disparue),
  - Lokeren-Waas (disparue),
  - Ternat (1856),
- Hospice des Aveugles, devenu aujourd'hui la Résidence Porte de Hal - Ancienne Maison des Aveugles, Bruxelles (1855), construite pour la Société royale de philanthropie.
- Église de fer d’Argenteuil (1855-1862) néo-gothique[8] achevée par l'architecte nivellois Raymond Carlier. L'église située à Ohain fut détruite et la tour dynamitée pendant la Seconde Guerre mondiale en 1942. Actuellement, une chapelle néo-romane désacralisée la remplace.
- Ferme du château de La Hulpe qui abrite les collections de la Fondation Folon
- Théâtre et Kurhaus, Bad Homburg (1851, 1862-1866)
- Église Notre-Dame de la Visitation de Rochefort, (1870-1874)
- Conservatoire royal de Bruxelles, rue de la Régence (1872-1876)
- Théâtre de l'Alhambra, boulevard Émile Jacqmain à Bruxelles (1874, démoli en 1974)[9]

## Origines familiales et famille
Jean-Pierre Cluysenaar est né à Kampen, en Overijssel, le 28 mars 1811, et fut baptisé à l’église catholique romaine du lieu. Il est le fils de Joannes Cluysenaar ou Kluysenaar ou encore Kluisenaar, un menuisier qui fut employé du Waterstaat, né à Kampen vers 1786. Le Waterstaat l'aurait envoyé à Gosselies en 1817 d'après les biographes de Jean-Pierre Cluysenaar. On le retrouve domicilié à Bruxelles en 1819 où sa fille est née cette année-là, établi à Ixelles en 1830, et mort à Saint-Gilles en 1834. Il est le fils de Petrus - ou Jean Pierre -  Kluisenaar, mort à Gosselies en 1822, et de Joanna Diesener ou Diesmer. Joannes Kluysenaar avait épousé Gerardina ou Garredine Gerrits ou encore Gerritsen ou Garritsen voire Klojenberg (une déformation du nom de son premier mari), une commerçante et gérante de boutique, née à Zwolle, en 1787, morte à Bruxelles le 31 août 1847. Cette dernière épousa en secondes noces à Saint-Gilles en 1838 le journalier et domestique Albert Goris, né à Rijmenam en 1805, et qui était dès lors plus jeune qu’elle de près de 20 ans. Celui-ci mourra à Malines en 1883. Garredine Garritsen, bien que née à Zwolle, à plus de 250 km de Bruxelles, avait des attaches avec Uccle, en région bruxelloise : si sa mère Machelt Goetzen était morte à Zwolle le 9 février 1797, son père Gerrit Garritsen est, lui, mort à Uccle en 1828.
Jean-Pierre Cluysenaar, qualifié alors de dessinateur, et réputé pour ses talents dans ce domaine, épouse en premières noces à Bruxelles le 12 juin 1830 Elisabeth Puttaert, née à Bruxelles le 8 mars 1812, et la fille de Petrus Puttaert. Celui-ci était un éleveur de vaches et qui sera ensuite laitier à la rue de Ruijsbroeck, originaire d’Anderlecht où il était né en 1763 de parents tous deux Anderlechtois Guidon Puttaert, laboureur à Anderlecht, et sa femme Jeanne Schuijteneer épousée à Anderlecht en 1754. La femme de Petrus Puttaert, qu’il avait épousée en 1807 à Bruxelles, était Barbe ou Barbara Lenamps ou Lenams, un enfant qui avait été confié à l’assistance publique de Bruxelles après avoir été trouvé abandonné âgé de trois jours le long du canal de Bruxelles le 7 mars 1784 et qui sera fille de confiance mais malgré tout restera illettrée. Petrus Puttaert mourut à Bruxelles en 1837. Elisabeth Puttaert mourut fort jeune, le 1er août 1839, à Laeken où elle demeurait, seulement âgée de 27 ans. De ce premier mariage de Jean-Pierre Cluysenaar naquirent plusieurs enfants :
- Barbara Mathilde Cluysenaar, née à Bruxelles[26] en 1830, très peu de jours après le mariage de ses parents,
- Pierre Gustave Cluysenaar, né à Bruxelles en 1832, propriétaire à Buissonville près de Rochefort, en 1871, cultivateur, botaniste, professeur de sciences à l’Ecole normale primaire de l’Etat à Huy, mort à Huy en 1897, qui épousa à Eprave en 1863 Léontine Deseille, qui était la fille d’un notaire,
- Adèle Clotilde Cluysenaar, née en 1834, qui épousa l’architecte Gustave Saintenoy,
- l’artiste-peintre Alfred Jean André Cluysenaar, né à Bruxelles le 24 septembre 1837, mort à Saint-Gilles en 1902, qui avait épousé à Bruxelles[27] en 1871 Marie Thérèse Cornélis, née à Bruxelles en 1847 et déjà veuve d’Alphonse Roger, mort en 1869. Ils eurent :
  - André Edmond Alfred Cluysenaar, né à Saint-Gilles le 31 mai 1872, qui, âgé de 25 ans et qualifié d'artiste, épousa le 7 juillet 1897 à Reigate[28], comté de Surrey, Françoise Alice Gordon, âgée de 28 ans, résidant à la chaussée de Beaufort, à Reigate, fille de William Gordon.
  - Marie Thérèse Ada Cluysenaar, née à Saint-Gilles le 2 juillet 1875, qui demeurait à Saint-Gilles, au n° 68 de la rue de la Source, lorsqu'elle épousa à Saint-Gilles[29] en 1898 Gaston Charles Ghislain Lambert, né à Schaerbeek le 16 octobre 1873, lieutenant de la marine royale belge, résidant à Ostende au n° 24 de la rue Marie Thérèse, fils de Ghislain Richard Lambert, intendant militaire de 1ère classe retraité, et son épouse Aline Albertine Cluijsenaar, résidant tous deux à Saint-Gilles.
- Barbe Céline Cluysenaar, née à Bruxelles[30] en 1835,
- Françoise Elisabeth dite Fanny Cluysenaar, née à Bruxelles en 1839, qui y[31] épousa en 1867 Simon Henri Hymans, employé à la Bibliothèque royale de Belgique, né à Anvers en 1836, et qui était le frère de Louis Hymans. Elle publiera Les Cluysenaar : une famille d'artistes[32].

En secondes noces, à Bruxelles  le 7 mars 1844, l'architecte Jean-Pierre Cluysenaar épousa sa belle-sœur Pétronille Puttaert. L’article 162 du Code civil prohibait une telle alliance, et une dispense – prévue par la législation en cas de cause grave – était nécessaire. Elle fut accordée par le roi Léopold Ier le 21 janvier 1844 sur proposition de son ministre de la Justice Jules d'Anethan. Petronille Puttaert, la sœur d’Elisabeth, était née à Bruxelles le 20 juin 1819 et était déjà veuve de Charles Ghislain Fontaine, marbrier de profession, né à La Hestre, qui était mort à Bruxelles le 21 juin 1842, âgé de seulement 29 ans. Petronille Puttaert demeurait au n° 9 de la rue de Louvain et avait repris l'entreprise de marbre de son défunt mari. Du second mariage de Jean-Pierre Cluysenaar naquirent deux filles :
- Marie Octavie Cluysenaar, née le 11 février 1845 à Bruxelles, qui épouse en premières noces à Bruxelles[36] en 1865, Auguste Jean Delaveleye ou de Laveleye, qualifié dans son acte de mariage d’homme de lettres, né à Dijon en 1837, mort à Ixelles, le 29 novembre 1895 et en secondes noces à Saint-Gilles[37] le 27 juillet 1899 Emile Charles Freij, industriel, né en 1874 à Guntersblum, dans le Grand-duché de Hesse et qui était nettement plus jeune qu’elle.
- Aline Albertine Cluijsenaar, née le 28 décembre 1847 à Bruxelles, qui y[38] épousa le 11 novembre 1869 Ghislain Richard Lambert, né en 1834 à Aarschot, lieutenant officier payeur et répétiteur à l’Ecole royale militaire.